# علی دنیوی ساروی
علی دنیوی ساروی (زادهٔ ۱۶ آذر ۱۳۴۵ ساری)، فیلمساز، فیلمنامه‌نویس، نمایشنامه‌نویس تئاتر و رادیو، گوینده، بازیگر و کارگردان رادیو و مدرس ایرانی ست. تحصیلات: کاردانی سینما – کارشناسی مطالعات ارتباطات اجتماعی. علی دنیوی ساروی برادرزادهٔ محمد دنیوی آهنگساز، خواننده و گویندهٔ پیشکسوت ساروی ست. وی که آثار نمایشی رادیویی بسیاری را که تاکنون نگارش کرده کارگردانان مطرحی چون صدرالدین شجره، بهزاد فراهانی، ژاله علو، مجید حمزه، رضا عمرانی و بسیاری دیگر از کارگردانان رادیو کارگردانی کرده‌اند بارها جوایز مطرح نویسندگی و ساخت فیلم را دریافت نموده‌است.

## زندگی‌نامه و فعالیت هنری
علی دنیوی ساروی در شانزدهم آذر ۱۳۴۵ در محلهٔ قلیچ، ساری زاده شد. علی از کودکی تحت تأثیر و تعالیم مستقیم و غیر مستقیم عمویش محمد دنیوی، آهنگساز و خوانندهٔ قرار داشت از طرفی حضور مؤثر بسیاری از اهالی فرهنگ و هنر همچون معینی کرمانشاهی، تورج نگهبان، عماد رام، شراگیم یوشیج و بسیاری دیگر از شخصیت‌های ادبی و هنری مؤثر افتاد و در مسیر فراگیری هنر قرارش داد. در نوجوانی با شروع فعالیت انجمن سینمای جوان کشور، عضو انجمن شد و اولین فیلم کوتاه خود را در سال ۱۳۶۳ با عنوان ما هیچ، ما نگاه ساخت که در یکی از اولین جشنواره‌های فیلم کوتاه در آن سال‌ها برگزیده شد و مورد تقدیر قرار گرفت. چندی نگذشت که به دلیل قدرت انتقال و آگاهی‌هایی که در آن سال‌ها از سینما کسب کرده بود به او پیشنهاد تدریس داده شد و او کار اموزش را آغاز کرد و جزو جوانترین مدرس‌های سینما در آن سال‌ها شد، کمی دیگر به عنوان معاون انجمن سینمای جوان ساری – دفتر ساری منصوب شد و در این کسوت شروع به کار نمود. در دورهٔ کاری او که تا سال ۱۳۷۶ به طول انجامید فیلم‌های کوتاه بسیاری توسط فیلمسازان جوان عضو دفتر ساخته شد که اغلب آن آثار برندهٔ جوایز مهم داخلی و خارجی شدند، دوره‌ای که تاکنون هرگز تکرار نشده‌است. با شروع جنگ ایران و عراق وی به عنوان فیلمبردار وارد صحنه‌های کارزار شد و تا پایان جنگ به تناوب به این کار مشغول بود. وی که هم‌زمان با فعالیت‌هایش در انجمن سینمای جوان در رادیو نیز به عنوان نویسنده و بازیگر و کارگردان نمایش از سال ۱۳۶۳ شروع به فعالیت نموده بود پس از فراغت یافتن از انجمن به‌طور جدی به آن کار مشغول شد و آثار رادیویی بسیاری را برای واحد نمایش رادیوی مازندران و اداره کل نمایش رادیویی کشور نوشت و اجرا کرد.

## آثار و فهرست فعالیت‌ها
- ۱۳۶۳ – فیلم کوتاه: ما هیچ، ما نگاه
- ۱۳۶۴ – فیلم کوتاه: اسب رفتن
- ۱۳۶۴ – فیلم کوتاه: لیلی دشت آهو
- ۱۳۶۴- مسئولیت در انجمن سینمای جوانان ایران – دفتر ساری
- ۱۳۶۵ – مجموعه تلویزیونی از نوا تا نگاره (تأملی در هنر ایران)
- ۱۳۶۶ – نگارش نمایشنامه آرامش سنگی
- ۱۳۶۷ – نگارش نمایشنامه ماه زدگان – اجرا در سال ۱۳۹۰ در تالار سایه مجموعه تئاتر شهر
- ۱۳۶۸- نگارش نمایشنامه آرامش سنگی. اجرا در سالن چهار سو
- ۱۳۶۸- فیلم‌نامه مجموعهٔ تلویزیونی مسافران کوچک برای گروه کودک شبکه ۱
- ۱۳۶۹ – نگارش نمایشنامه سهمی بیشتر از مردار
- ۱۳۷۰ – نگارش نمایشنامه میخانهٔ هیزم شکنان
- ۱۳۷۱- نویسندگی و اجرای مجموعه برنامه‌های نقشینه برای رادیو
- ۱۳۷۱- نویسندگی مجموعه برنامه‌های رادیویی گلستانه
- ۱۳۷۸–۱۳۷۱ – نگارش نمایشنامه‌های رادیویی، کارگردانی رادیو و بازیگری
- ۱۳۷۸ – ساخت فیلم تلویزیونی پیش از خاموشی (برنده جایزه کتاب سیمین جشنواره بین‌المللی فیلم رشد)
- ۱۳۸۰ – نگارش نمایشنامه حلزون بر جامهٔ مرده.
- ۱۳۸۸–۱۳۸۱ – نگارش نمایشنامه‌های رادیویی. ساخت مجموعه‌های مستند برای شبکه‌های سراسری (بازار تبریز/شبکه ۴ سیما، در گذرگاه نور و خرمی، و سبزی می‌دمد بر زمین شبکه ۱، نگاه شقایق‌ها شبکه ۳، پرستش بهاری و…)
- ۱۳۸۱–۱۳۹۴- نگارش فیلم‌نامه و تدوین تعدادی مجموعهٔ تلویزیونی، فیلم مستند و داستانی: مجموعهٔ تلویزیونی ویلای پر ماجرا (تدوین)، مجموعه مسافران کوچک (فیلمنامه) داستانی عیسای باران (فیلمنامه) داستانی به رنگ سبز (تدوین) داستانی بهانه دختر یحیی (تدوین) مستند قطار (تدوین) داستانی سربازی که به خانه بازگشت (تدوین) مستند هر فصل سرخ (تدوین) داستانی دورترین سادگی‌ها (تدوین) داستانی یک وعده شام با خدا (تدوین) مستند داستانی برنج و ترنج (تدوین) مستند علامه مازندرانی (تدوین) مستند پسران عظمت (تدوین) مستند خاتون ددا (تدوین) مستند مازکندل (تدوین) مستند مغارهٔ پیر (تدوین) تله فیلم شب طولانی (فیلمنامه) مستند باغ‌های آسمان (تدوین) مستند رنج شیرین (تدوین) مستند چشم روشن دل (تدوین و نگارش) تله فیلم شب طولانی (فیلمنامه) مجموعه تلویزیونی قصه‌های روستا (تدوین) مجموعهٔ مستند قلمرو بی‌پناه (تدوین و نگارش) مجموعه مستند بازار تبریز (کارگردانی، نویسندگی و تدوین) مستند مثل یک مرد! (کارگردانی، نویسندگی و تدوین) مستند آن جاده گمشده (کارگردانی، نویسندگی و تدوین) مستند[۱] لیلا از لفور (کارگردانی، نویسندگی و تدوین) مستند پرنیان و سنگ (کارگردانی، نویسندگی و تدوین) و …
- ۱۳۸۹ تاکنون – آغاز پروژه نگارش نمایشنامه‌های رادیویی بزرگان ادب و هنر برای شبکه سراسری رادیو در قالب مجموعه: شاعر کوه‌نشین (نیما یوشیج، به کارگردانی جواد پیشگر) گلستانه (سهراب سپهری، به کارگردانی صدرالدین شجره)، اختر چرخ ادب (پروین اعتصامی، به کارگردانی ژاله علو)، نغمه کلک بهار (ملک الشعرای بهار به کارگردانی جواد پیشگر)، کاشف فروتن واژه‌ها (دهخدا، به کارگردانی مجید حمزه)،[۲] طبیب دل (شهریار، به کارگردانی رضا عمرانی)، شور شیرین (پروفسور هشترودی، به کارگردانی بهزاد فراهانی)، سرای آب زده (حافظ، به کارگردانی جواد پیشگر) باغچه بان (جبار باغچه بان، به کارگردانی صدرالدین شجره) ابن اهوازی مجوسی، حکیم قبلی خویی، ربن طبری، ابو علی سینا، خواجه نصیرالدین طوسی، ناصر خسرو، امیر کبیر، مولانا، سهروردی، شیخ بهایی و … (نگارش آثار ادامه دارد .
- ۱۳۹۳–۱۳۹۴ همکاری در تألیف دانشنامه بزرگ مازندران (در چند جلد)
- ۱۳۶۵-اکنون – تدریس در رشته‌های مختلف: فیلمنامه‌نویسی، تدوین و گویندگی و فن بیان
- ۱۳۹۳-اکنون – اجرای چندین کتاب صوتی برای نشرهای مطرح کشور: نشر ققنوس، نیلوفر، چشمه، نگاه، قطره و…
- 1398- دریافت نشان داوود رشیدی ، ليلي رشيدي دختر و احترام برومند همسر مرحوم رشيدي در اين مراسم حضور داشتند.

## کتاب‌ها
آبشوران (علی اشرف درویشیان) فصل نان (علی اشرف درویشیان) همراه آهنگ‌های بابام (علی اشرف درویشیان) چمدان (بزرگ علوی) تنگسیر (صادق چوبک) توفان برگ (گابریل گارسیا مارکز) تصادف شبانه (پاتریک مودیانو) عزاداران بیل (غلامحسین ساعدی) آهنگ عشق (آندره ژید) بوف کور (صادق هدایت) سقوط (آلبر کامو) صد سال تنهایی (گابریل گارسیا مارکز) دمیان (هرمان هسه) مرگ آرتمیو کروز (کارلوس فوئنتس) پدرو پارامو (خوان رولفو) و … 
- ۱۳۷۴ تاکنون داوری در جشنواره‌های مختلف فیلم، فیلم‌نامه و نمایشنامه نویسی
- ۱۳۹۴ عضو شورای سیاستگذاری جشنواره بین‌المللی فیلم کوتاه وارش